# Großsteingrab Spangegård 1
Das Großsteingrab  Spangegård 1 war eine megalithische Grabanlage der jungsteinzeitlichen Nordgruppe der Trichterbecherkultur im Kirchspiel Oppe Sundby in der dänischen Kommune Frederikssund. Es wurde 1942 zerstört.

## Lage
Das Grab lag östlich von Frederikssund auf einem Feld östlich des Frederikssundsvej und nördlich des Hofs Spangegård. Nur wenige Meter südlich befand sich das Großsteingrab Spangegård 2. In der näheren Umgebung gibt bzw. gab es zahlreiche weitere megalithische Grabanlagen.

## Forschungsgeschichte
Im Jahr 1890 führten Mitarbeiter des Dänischen Nationalmuseums eine Dokumentation der Fundstelle durch. Bei einer weiteren Dokumentation im Jahr 1942 waren keine baulichen Überreste mehr auszumachen. 1976 wurde mitgeteilt, dass die Reste des Grabes 1942 abgetragen worden waren.

## Beschreibung
Die Anlage besaß eine nordnordost-südsüdwestlich orientierte rechteckige Hügelschüttung mit unbekannter Länge und einer Breite von etwa 6 m. Von der Umfassung waren 1890 noch fünf umgestürzte Steine erhalten.
Etwa 3,5 m vom Südende des Hügels befand sich  an der westlichen Langseite eine Grabkammer, die als Großdolmen anzusprechen ist. Sie war ostsüdost-westnordwestlich orientiert und hatte einen birnenförmigen Grundriss. Sie hatte eine Länge von 3,1 m und eine Breite von 1,7 m. Die Kammer bestand aus drei Wandsteinpaaren an den Langseiten und einem Abschlussstein an der westnordwestlichen Schmalseite. Von den Decksteinen war 1890 noch der westlichste erhalten, der im Norden noch auf den Wandsteinen auflag und im Süden in die Kammer herabgesunken war. Seine Oberseite wies verwitterte Schälchen auf. An der Ostsüdostseite befand sich der 0,9 m breite Zugang zur Kammer. Ihm war ursprünglich ein Gang vorgelagert, von dem 1890 noch ein Stein erhalten war.
1,7 m nordnordöstlich dieser Kammer befanden sich zwei Steine in einer ostsüdost-westnordwestlich orientierten Linie. Hierbei könnte es sich um Reste einer zweiten Grabkammer unbekannter Form gehandelt haben.